# Sidi Ali Ben Hamdouche
Sidi Ali Ben Hamdouche (en àrab سيدي علي بن حمدوش, Sīdī ʿAlī ibn Ḥamdūx; en amazic ⵙⵉⴷⵉ ⵄⵍⵉ ⴱⵏ ⵃⵎⴷⵓⵛ) és una comuna rural de la província d'El Jadida, a la regió de Casablanca-Settat, al Marroc. Segons el cens de 2014 tenia una població total de 35.182 persones.